# Szabadkai Lajos
Szabadkai Lajos, Szuhai (1915. december 12. – 1974. február 4.) kétszeres magyar bajnok labdarúgó, csatár.

## Pályafutása
1940 és 1947 között a Csepel csapatában szerepelt. Tagja volt az 1941–42-es és az 1942–43-as idényben bajnoki címet szerzett együttesnek.

## Sikerei, díjai
- Magyar bajnokság
  - bajnok: 1941–42, 1942–43